# 滋賀県道12号栗東信楽線

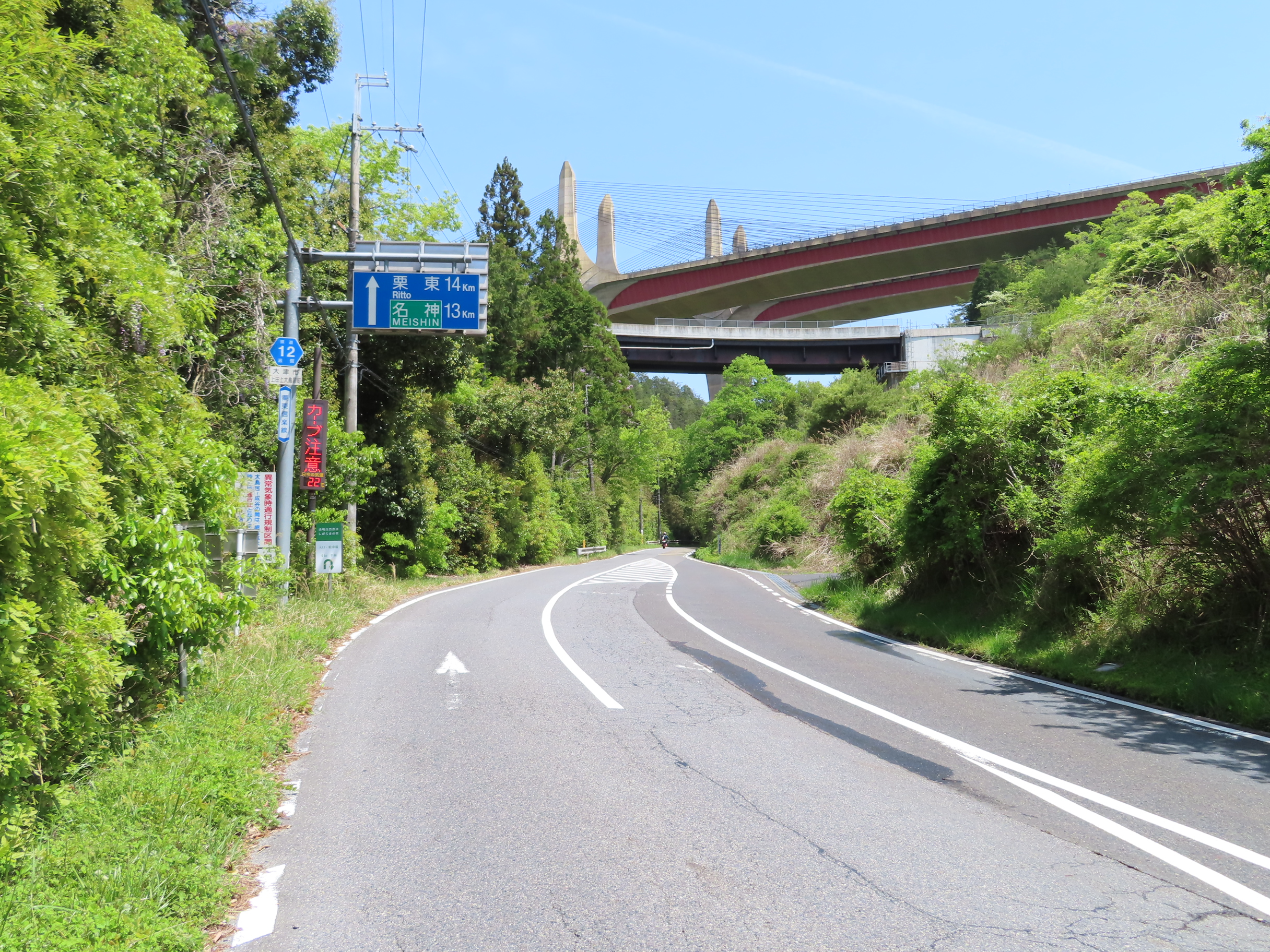
大津市大鳥居にて（2021年5月撮影）。

滋賀県道12号栗東信楽線（しがけんどう12ごう りっとうしがらきせん）は、滋賀県栗東市高野交点を起点に甲賀市信楽町長野に至る24.5 kmの主要地方道（滋賀県道）である。

## 概要
国道1号から分岐し、JR草津線や旧東海道と交差する。この区間に並行してバイパスを建設する事業が進行中で、JR草津線を高架橋でまたぐ計画である。その先で名神高速道路のガード下を越えると名神高速道路と栗東水口道路が接続する栗東湖南ICであるが、名神高速道路･栗東水口道路は共に本道路とは直接接続しておらず、五軒茶屋ランプ等へ迂回する必要がある。
栗東トレーニングセンター付近を通過し、金勝山や阿星山の鞍部を越える。道の駅こんぜの里りっとうを過ぎた辺りまでカーブや急勾配は続く。
県道16号大津信楽線と交差する大津市上田上大鳥居町の北で新名神高速道路の近江大鳥橋下を通る。大戸川を渡るがこの辺りは大戸川ダムにより水没する地域である。大津信楽線は大戸川ダムの建設の一環で2023年（令和5年）にバイパスが完成しているが、この県道とは接続しておらず大津信楽線の現道を介しての接続となる。その後、田代川に沿って信楽山地西部を通過し、信楽町長野で国道307号に接続する。

### 路線データ
- 起点：栗東市高野（高野交差点、国道1号交点）
- 終点：甲賀市信楽町長野（国道307号交点）

## 歴史
- 1958年（昭和33年）7月26日 - 前身となる一般県道114号大鳥居栗東線と一般県道115号大鳥居信楽線が認定される[4]。
- 1964年（昭和39年）12月28日 - 建設省（現・国土交通省）が主要地方道に指定。
- 1966年（昭和41年）3月22日 - 滋賀県が一般県道114号大鳥居栗東線と一般県道115号大鳥居信楽線を廃止し、主要県道339号栗東信楽線が認定される。
- 1990年（平成2年）9月17日 - 整理番号を339から12へ変更。

## 路線状況

### 道の駅
- 道の駅こんぜの里りっとう（栗東市）

## 地理

### 通過する自治体
- 栗東市
- 大津市
- 甲賀市

### 交差する道路
- 国道1号・滋賀県道145号片岡栗東線（栗東市高野・高野交差点、起点）
- 滋賀県道116号六地蔵草津線（栗東市六地蔵）
- 滋賀県道55号上砥山上鈎線（栗東市上砥山・北の山交差点）
- 滋賀県道117号川辺御園線（栗東市御園・御園交差点）
- 滋賀県道113号石部草津線（栗東市御園・山入交差点）
- 滋賀県道16号大津信楽線（大津市上田上大鳥居町）
- 滋賀県道522号田代上朝宮線（甲賀市信楽町畑）
- 国道307号 近江グリーンロード（甲賀市信楽町長野、終点）

### 沿線にある施設など
- ダイハツ工業
- 福正寺
- 日向山古墳
- 三菱重工業
- 滋賀県工業技術総合センター
- 琵琶湖カントリー倶楽部
- 滋賀銀行 栗東トレセン前支店
- フレンドマート 栗東御園店
- 栗東市立金勝小学校、金勝幼稚園
- 日本中央競馬会 栗東トレーニングセンター
- 金勝山県民の森（金勝山、金勝山地）
- 平谷球場
- 関西電力 大鳥居発電所
- 神慈秀明会本部
- MIHO MUSEUM
- 三筋の滝
- メイプルヒルズゴルフ倶楽部
- 信楽カントリー倶楽部（田代コース、杉山コース）
- 信楽町不燃処理施設
- 滋賀県立陶芸の森
- 甲賀市信楽図書館